# دیو (مجموعه تلویزیونی)
دیو (انگلیسی: Dave) یک مجموعه تلویزیونی کمدی آمریکایی است که در ۴ مارس ۲۰۲۰ در اف ایکس به نمایش درآمد و با همکاری لیپ دیکی خواننده رپ / کمدین و جف شافر ساخته شد. کوین هارت و گرگ موتلا عضوی از تیم تولید این مجموعه هستند. همچنین موتلا چندین قسمت از فصل اول را کارگردانی کرد. در ۱۱ مه سال ۲۰۲۰، این مجموعه برای فصل دوم تمدید شد. فصل دوم قرار است در ۱۶ ژوئن ۲۰۲۱ اکران شود.

## خلاصه
در این مجموعه نسخه خیالی لیل دیکی، مرد روان رنجور حومه شهر در اواخر بیست سالگی بازی می‌کند که خود را متقاعد کرده‌است که سرنوشت خودش را به عنوان یکی از بهترین رپرهای دنیا رقم زده‌است.

## بازیگران
- لیل دیکی به عنوان خودش
- تیلور میسیاک در نقش آلی، معلم دبستان و نامزد دیو
- GaTa به عنوان خودش، مرد روی صحنه دیو است
- اندرو سانتینو در نقش مایک، هم اتاقی و مدیر دیو
- تراویس «تاکو» بنت در نقش الیوت «الز»، دوست و دی جی دیو
- کریستین کو در نقش اما، هم اتاقی و دوست آلی و طراح گرافیک دیو

### حضور مهمان
در فصل اول دیو بسیاری از بازیگران مشهور و حضور در مهمان وجود دارد، از جمله:
- وای جی
- جاستین بیبر
- بنی بلانکو
- مکلمور
- تریپی رد
- یانگ تاگ
- گونا
- کاترین دنت
- جان پیرروچلو
- کوگمن
- سی ال
- نینجا
- آیزن ایسان
- تیررا واک
- کورتنی کارداشیان
- مارشملو
- آنجلا یی

## نقدها
دیو نظرات مثبتی از منتقدین دریافت کرده‌است. در متاکریتیک، فصل اول نمره ۶۴ از ۱۰۰ را دارد که بر اساس ۱۰ بررسی نشان می‌دهد «بررسی‌های کلی مثبت». در راتن تومیتوز، دارای امتیاز تأیید ۷۲٪ با میانگین نمره ۶٫۷۸ از ۱۰ بر اساس ۱۸ بررسی است. اتفاق نظر مهم وبگاه این است: «اگرچه طرفداران لیل دیکی چیزهای زیادی را دوست دارند، ' توطئه‌های سطحی و شوخ‌طبعی نوجوانان دیو بعید است عشق جدیدی به دست بیاورد.»
پس از نقد و بررسی‌های مختلف در چند قسمت اول که توسط رسانه‌ها پیش نمایش شد، نیمه دوم این فصل با استقبال مثبت گاردین، اندی وایر، Financial Times, رولینگ استون و غیره روبرو شد. داوران به گسترش منابع کمدی این مجموعه، اختصاص آن به رشد شخصیت و بهبود عمق عاطفی اشاره کردند. در پایان فصل اول، دیو به‌طور متوسط ۵٫۳۲ میلیون بیننده در هر قسمت داشت و آن را به محبوب‌ترین کمدی تاریخ اف ایکس تبدیل کرد. برای فصل دوم در ماه مه سال ۲۰۲۰ تمدید شد.
در حالی که بیشتر شخصیت‌ها و بازیگران مورد تمجید قرار گرفته‌اند، شخصیت «لیل دیکی» در این نمایش با استقبال منفی روبرو شده‌است. بسیاری از منتقدان متذکر شده‌اند که گرچه موفقیت این شخصیت مرکز نمایش است، اما رفتار نامناسب او با دوستانش، او را با مشکل روبرو می‌کند. علاوه بر این، فصل اول به دلیل کاوش و ایدئال کردن شهرت بیش از هنر مورد انتقاد قرار گرفته‌است. آدرینو از وریاتی به‌طور نامطلوبی این نمایش را با آتلانتا مقایسه کرد، ورودی دیگری از اف ایکس. آداریو اظهار داشت: "هنگامی که دونالد گلاور نمایش اف ایکس را در مورد شخصیت‌هایی که سعی در ورود به صنعت موسیقی داشتند، ارائه می‌داد، این نمایش" آتلانتا "بود، در میان گسترده‌ترین نمایش‌های تخیلی قرن حاضر تاکنون. وقتی لیل دیکی این کار را انجام می‌دهد، نمایشی است که وقفه‌هایش درمورد بخش خصوصی شخصیت او به ما صریح می‌گوید که دنباله ای خطی را دنبال می‌کند: همه آن را دوست دارند. "